# Xie av Shang
Xie eller Qi (契; Qì) var den kinesiska Shangdynastins mytologiska förfader, framställd som hovman under den mytologiske kejsar Shun. Han ska också ha varit halvbror till den mytologiske kejsar Yao. Xie var son till kejsar Ku och hans andra kejsarinna Jiandi som blev havande efter att ha ätit ett ägg från en mörk svala.
Xie hjälpte Xiadynastins grundare kung Yu att kontrollera översvämningarna som hotade landet. Cheng Tang som runt 1600 f.Kr. störtade Xiadynastin och grundade Shangdynastin var i trettonde ledet ättling till Xie.